# 25104 Chohyunghoon
25104 Chohyunghoon è un asteroide della fascia principale. Scoperto nel 1998, presenta un'orbita caratterizzata da un semiasse maggiore pari a 2,6248026 UA e da un'eccentricità di 0,0924420, inclinata di 3,09098° rispetto all'eclittica.